# Пекло Монсу Дезідеріо
Пекло Монсу Дезідеріо (фр. Les Enfers) — фантазійний твір неаполітанських художників, котрі працювали під спільним псевдонімом у першій половині 17 ст.

## Привабливість страхітливого
Стиль бароко народився в Італії у 16 ст. Прискорення історичного процесу і трагічні події обумовили також появу маньєризму, кризового стилю доби. Обидва стилістичні напрямки співіснують у часі разом із пізнім середньовіччям і збагачують один одного.
Маньєризм (на відміну від ренесансу) мав могутній потяг до негармонійних, страхітливих форм і деталей та мав відверто тривожний, драматичний характер. Тому цілком логічним було запозичення страхітливих і трагічних рис із мистецтва доби середньовіччя. Найчастіше компромісні форми (старого і нового) виникали у майстрів Північного Відродження (Ієронімус Босх, Пітер Брейгель старший), у маньєристів Франції і Нідерландів.
Бароко, незважаючи на прагнення насолоджуватися життям та його дарунками, чимало запозичило з маньєризму. Постійною складовою бароко був потяг до незвичного, екзотичного, дивацького, утаємниченого. Не цуралась барокова стилістика і драматичних, трагічних сюжетів, потягу до екстазів і чогось страхітливого. Привабливість страхітливого відбилась навіть у створенні колекцій кістяків людей і творин (в європейських університетах та в багатих оселях колекціонерів) та в побудові дивацьких, відверто незвичних павільйонів у барокових садах (сад Бомарцо, Італія).
Потяг до незвичного і страхітливого підживлювали також історії про далекі мандри та покинуті міста в пустелях, лісових хащях, у далеких країнах. Мотиви покинутих міст, утаємничених і непривітних для відвідувачів, стануть головними в творчості Монсу Дезідеріо.

## Галерея картин Монсу Дезідеріо

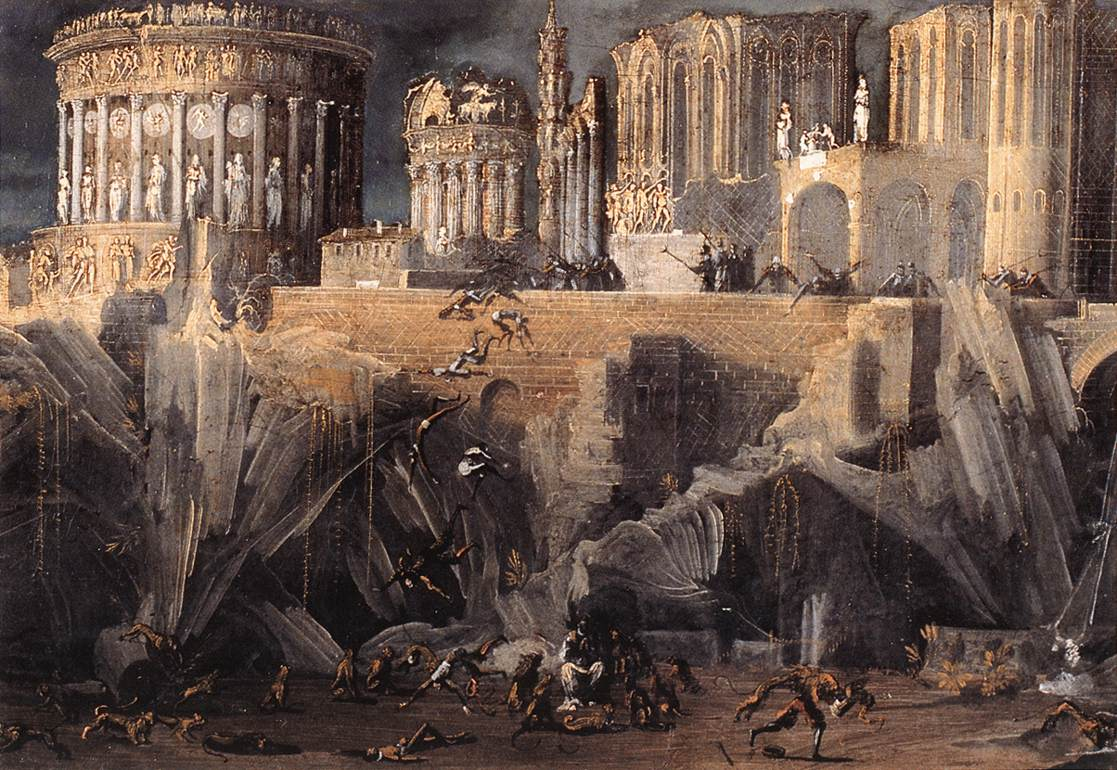
«Фантазійне поруйноване місто», Мец, Франція.

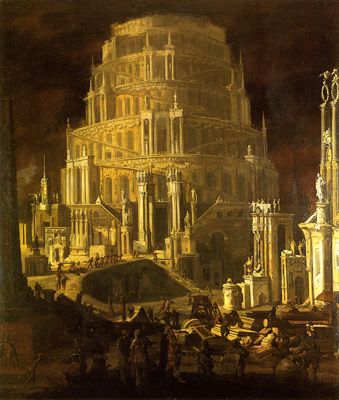
«Вавилонська вежа», Неаполь
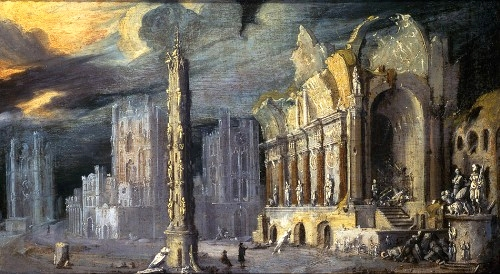
«Пейзаж з поруйнованим містом», Національний музей (Варшава)
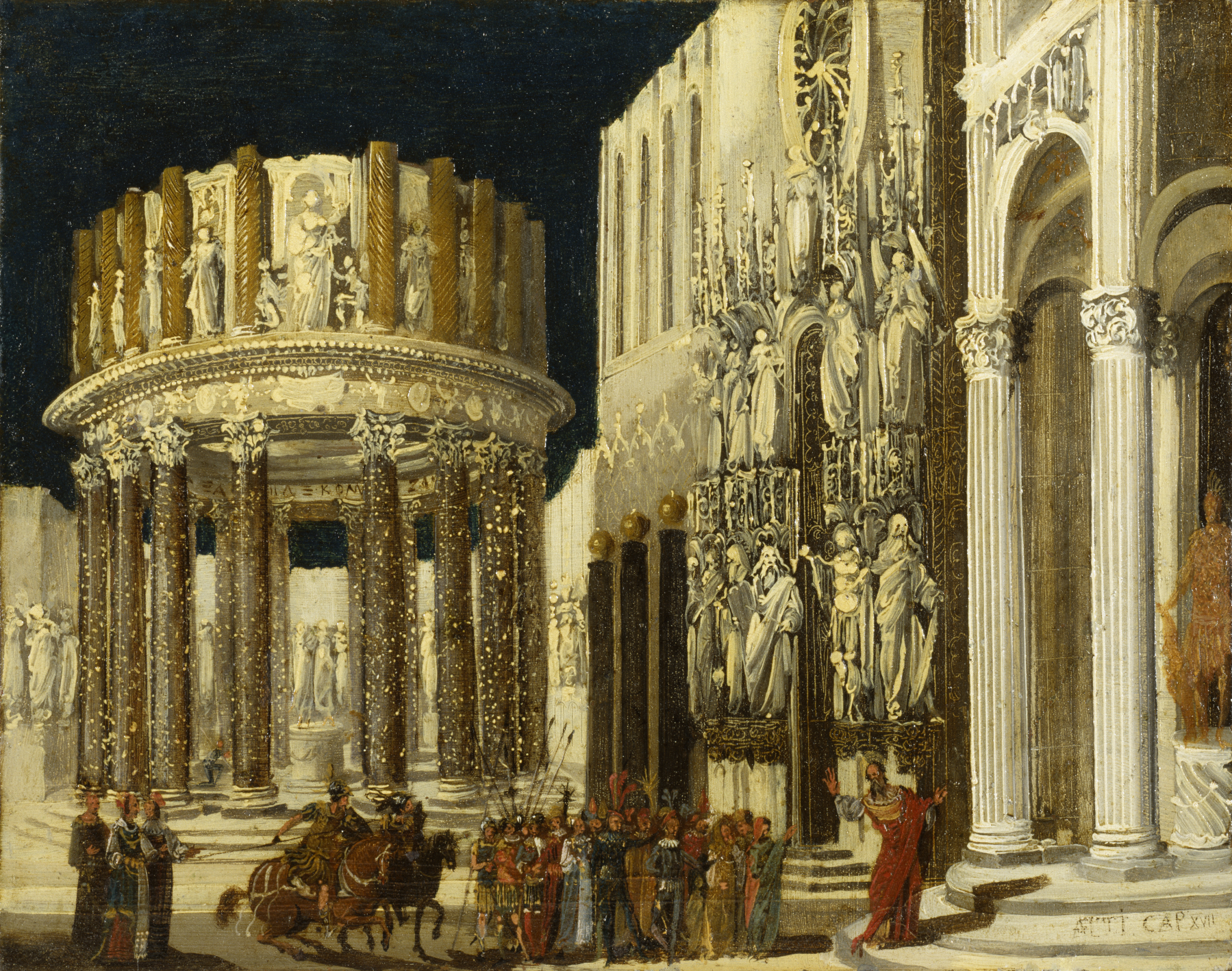
«Проповідь Св. Павла у Афінах», Художній музей Волтерс
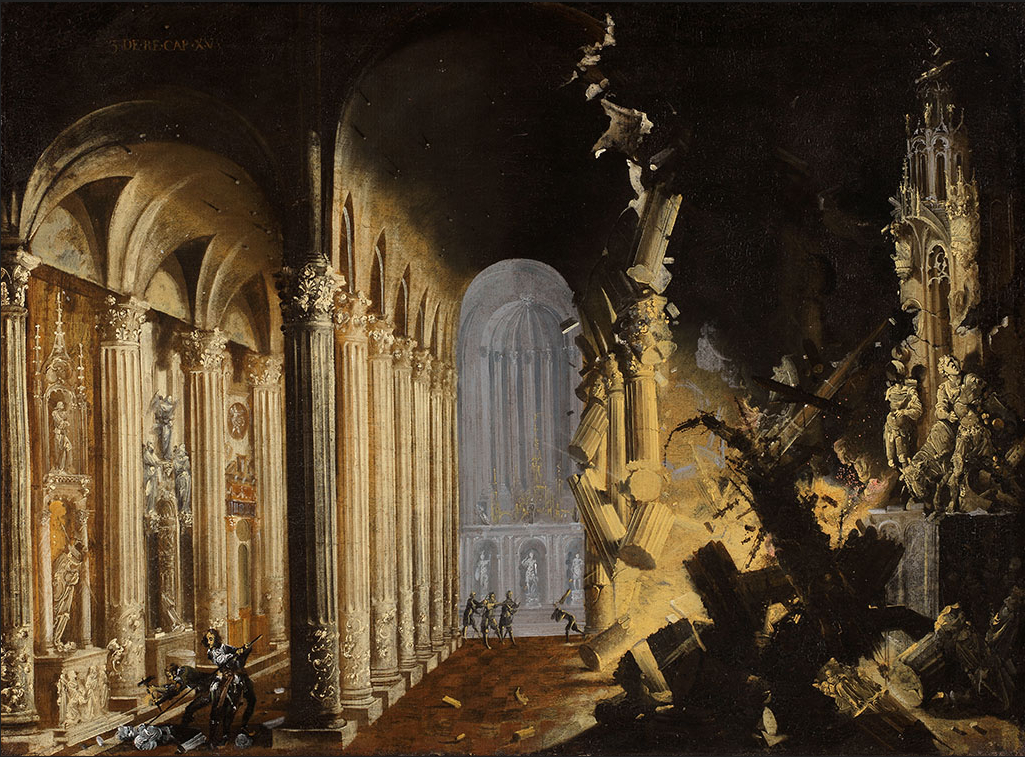
«Руйнація фантазійного храму»
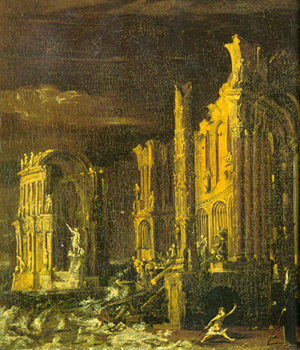
«Руйнація Атлантиди», фантазійний міський пейзаж

## Опис твору
Художники ставлять глядача перед черговим небаченим містом, цього разу це «Пекло». Ліворуч на узвищі розташовані дві постаті з ознаками царської величі, можливо, це цар підземного світу Плутон та його дружина Прозерпіна. Неподалік пишний фасад (портал ?) фантастичної споруди з декількома атрибутами смерті. В декорі присутні скульптури (серед них і сама Смерть з косою), карниз із кістками та черепами, колони і склепіння. Використана схема барокового надгробка з алегоричними скульптурами, пишними деталями і картушами. Для підсилення страхітливого враження художники кинули до підмурків і кістяк померлого коня.
В глибині композиції за велетенською аркою — розташований пагорб, з котрого падають і сиплються у провалля численні людські фігури, малі, наче комахи. Подібні зображення були відомі з пізнього середньовіччя. На новому етапі їх використовували майстри відродження (Альбрехт Дюрер, «Страта десяти тисяч мучеників» , 1507-1508 рр.) і художники пізнього маньєризму. Монсу Дезідеріо, навпаки, дегероїзував натовп грішників і їх смерть та перебування у Пеклі не викликає жалю чи співчуття автора.
Художники-автори змагаються у зображенні катувань грішників, де подано декілька цих засобів.
Художники майже не подають пекельних вогнів (вони ледь помітні). Але всі сцени залиті фантастичним і страхітливим світлом, котре підсилює запаморочливе враження і пригнічений настрій картини.